# عمر شريف كابتان
عمر شريف كابتان (بالإنجليزية: Omar Sheriff Captan)‏ هو ممثل غاني لعب دور البطولة في عددٍ من الأفلام ولكنه الآن في الخدمة المسيحية.

## قائمة أعماله
هذه قائمةٌ بأبرز أعمال الممثل الغاني عمر شريف كابتان:
- الغضب (بالإنجليزية: Outrage)‏
- رمال الظلام (بالإنجليزية: Dark Sands)‏
- حبيبتي (بالإنجليزية: My Sweetie)‏
- مخالب (بالإنجليزية: Tentacles)‏
- برودواي (بالإنجليزية: Broadway)‏
- الغشاشون (بالإنجليزية: Cheaters)‏